# Legge Martelli
La legge 28 febbraio 1990, n. 39 (detta anche legge Martelli dal suo promotore Claudio Martelli) è una norma della Repubblica Italiana, che disciplinava alcuni aspetti dell'immigrazione in Italia.
Questa norma ha abolito la cosiddetta “riserva geografica” alla Convenzione di Ginevra del 1951, un passaggio che limitava il riconoscimento dello status ai rifugiati provenienti dall'Europa. La legge conteneva una normativa che regolava solo in parte la materia dell'asilo.

## Contesto politico e normativo
L'intervento normativo ebbe luogo in un tempo in cui gli ingressi di stranieri in Italia erano circa 50.000 l’anno: “gli immigrati residenti erano allora seicentomila in tutto, oggi sono sei milioni”, ha ricordato il ministro firmatario del disegno di legge, quasi trent'anni dopo.
La necessità dell'intervento normativo, che per la prima volta in Italia regolava il fenomeno, aveva però ricevuto contrastanti valutazioni all'interno della maggioranza di governo, cui Martelli apparteneva, e persino all'interno del suo stesso partito.

## Contenuto
La norma - che convertiva il decreto legge 30 dicembre 1989, n. 416 - venne emanata con lo scopo di regolare organicamente l'immigrazione, ridefinire lo status di rifugiato, introdurre la programmazione dei flussi dall'estero, precisare le modalità di ingresso e respingimento alla frontiera e il soggiorno in Italia.
Conteneva 13 disposizioni che trattavano in modo generale la materia, successivamente abrogate dalla successiva Legge Turco-Napolitano del 1998.

## Giudizio storico
È stato sostenuto che la norma, pur con i suoi limiti (soprattutto espulsione e nascita dei primi centri di accoglienza che in qualche modo daranno origine alle strutture dei Centri identificazione ed espulsione della legge Bossi-Fini), rappresenta un punto di partenza in merito all'accoglimento e alla precisazione della figura dei rifugiati politici e dei richiedenti asilo.
D'altra parte, "nonostante il poco respiro della normativa nel suo complesso, la legge Martelli ha comunque impostato la lenta e iniziale stabilizzazione dei migranti, attraverso i primi interventi volti all'integrazione e alla partecipazione alla vita pubblica".